# Longue durée
Longue durée (француски изговор: ; енгл. the long term) је приступ француске школе Annales у проучавању историје. Она даје предност дугорочним историјским структурама у односу на оно што је Франсоа Симијанд назвао histoire événementielle („историја догађаја“, краткорочна временска скала која је домен хроничара и новинара). Уместо тога, овај приступ се концентрише на све али трајне структуре или структуре које се споро развијају и замењује елитне биографије ширим синтезама. Суштина идеје је да се испитају дужи временски периоди и извуку закључци из историјских трендова и образаца.